# Mordella castaneipennis
Mordella castaneipennis is een keversoort uit de familie spartelkevers (Mordellidae). De wetenschappelijke naam van de soort is voor het eerst geldig gepubliceerd in 1863 door Fairmaire & Germain.